# Дети балета
«Дети балета» (дат. Ballettens børn) — датский короткометражный полудокументальный фильм 1954 года режиссёра Астрид Хеннинг-Енсен.

## Сюжет
Маленькая девочка должна принести пару туфель в балетную школу при балетной труппе Королевского театра Дании. Так попав в театр она случайно проходит отбор и сама становится ученицей школы, где её обучают танцам и общеобразовательным предметам, и наблюдает за работой балета. В итоге она дебютирует в качестве одной из учениц в постановке бурнонвильского балета «Консерватория».

Маленькая девочка поднимается по истертым ступеням Королевского театра, чтобы попасть в его балетную школу, и пока мы знакомимся с её работой и её сверстниками в школе и на практике, мы слышим, как она сама рассказывает нам обо всем, что встречается ей на пути к первому выступлению, конечно, в одном из классических балетов Бурнонвиля. Фильм, наполненный поэзией и музыкой, что не мешает нам также подозревать, что путь балерины усыпан шипами. Режиссёр — одно из ведущих имен в датском кинематографе: «Дитте — дитя человеческое» была работой её и её мужа.
Оригинальный текст (суахили)Uppför Det kongelige teaters nötta trappor för att komma upp till dess balettskola vandrar en liten flicka , och medan vi får uppleva hennes och kamraternas arbete i skol- ochövningssakar hör vi henne själv berätta om allt som möter henne på vägen till det första offentliga framträdandet givetvis i en av Bournonvilles klassiska baletter . En film fylld av poesi och musik , vilket inte hindrar att vi också anar att balettflickans väg är törnbeströdd .Regissören är ett av dansk films ledande namn : Ditte Menneskebarn var hennes och hennes makes verk.
— Ballettens børn // Biblioteksbladet, Vol 45. - P. A. Norstedt & Söner, 1961. - 719 p.

## В ролях
- Кирстен Арнвиг — Соня
- Анетт Аманд
- Шарлотта Эрнст
- Юди Грингер
- Ларс Хеннинг-Йенсен
- Бодил Удсен
- Инге Санд — балерина, камео

Хореография — Нильс Бьёрн Ларсен
Прим.:
Исполнительница главной роли Кирстен Арнвиг (17.05.1941 — 14.05.2006) несколько позже снялась в ещё одном фильме режиссёра Астрид Хеннинг-Йенсен, однако, в дальнейшем ни с балетом, ни с кино не была связана, работала учителем в Дании и Германии, в конце жизни работала в гимназии в городе Рёдовре, где преподавала немецкий язык.

## Фестивали
Фильм участвовал в Венецианском и Эдинбургском кинофестивалях 1954 года и был удостоен призов в обоих местах.